# ヘンゲロー
ヘンゲロー（オランダ語: Hengelo [ˈɦɛŋəloː] ( 音声ファイル)）は、オランダ東部のオーファーアイセル州にある基礎自治体（ヘメーンテ）、町。A1/E30、A35などの幹線道路に面するほか、鉄道駅にはアムステルダム - ハノーファー - ベルリンをつなぐ国際列車が停車するため交通の便はよい。
自治体内にはベックム、ウーレ、ヘンゲローの三つの地域がある。

## 歴史

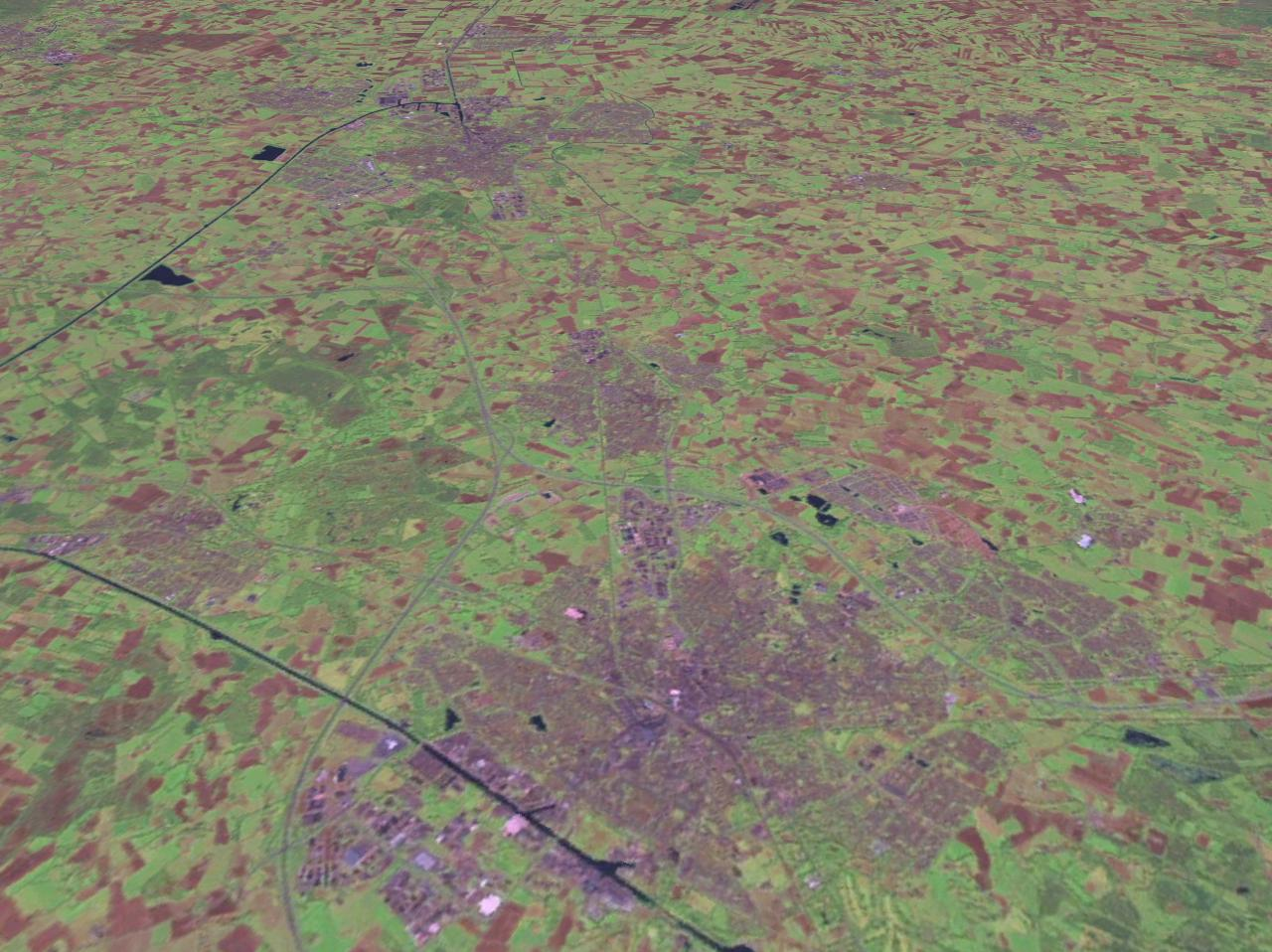
付近のようす

考古学調査からこの地域には1000年も前から人が住んでいたことが判っているが、自治体が設立されたのは1802年のことである。その当時は200軒の農家が暮らしていた。
ヘンゲローは長い間小さな村だったため都市権が与えられることはなかったが、19世紀の産業革命により鉄道のターミナル駅が建設されたことから急速に発展した。そのため、Stork B.V.、Hazemeyer、Heemaf（現在はEaton社とEssent社の一部)、KZO（現 アクゾノーベル）、Hollandse Signaal Apparaten（現 タレス・グループ）などの工業メーカーに注目された。ビールのヘンゲロー・ビアーはこの地で生まれた。
第二次世界大戦中には軍需工場と鉄道があったことからよく同盟国側から空襲を受けた。とりわけ1944年10月6日から7日にかけてのヘンゲロー空襲では、本来は対象区域でなかった中心街にも爆撃を加え、数百人の死者が出た。これによって市中心部にあった多くの文化財が灰になった。
1992年2月11日にはドイツ軍のF-16戦闘機が市内のハッセル・エス地区に墜落した。
市内の建造物としては、マーストリヒトのランベルトゥスを称え1890年に建てられたカトリックのバシリカが知られる。

## 教育
ヘンゲローにはモンテッソーリ大学トウェンテ校、バターフス・リセウム、トウィッケル大学、ヒルデ大学、フルンデル・リセウム、フルンデル・パークカレッジの6校の高等教育機関をはじめとする269の学校がある。

## 交通

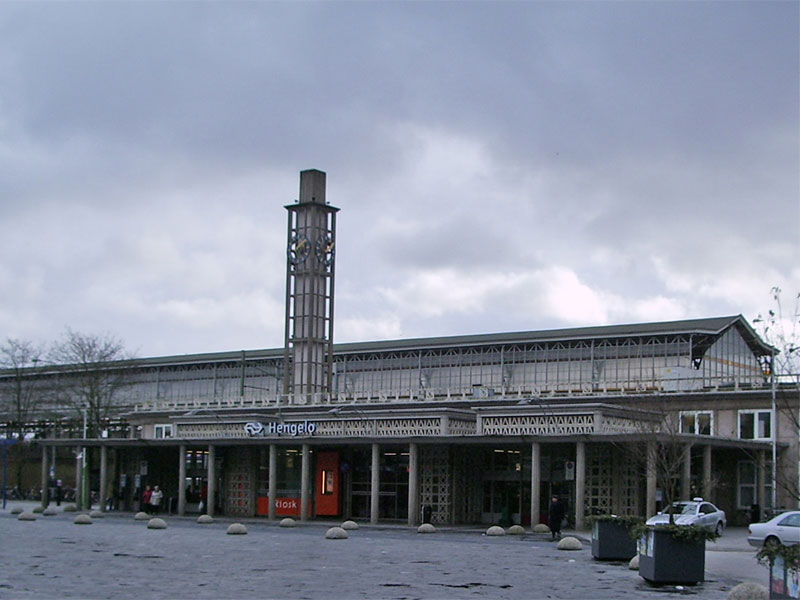
ヘンゲロー駅

この地域には鉄道でも容易にアクセスできる。町の鉄道駅からはアペルドールン、アメルスフォールト、ヒルフェルスム、アムステルダム南、アムステルダム・スキポール空港、ユトレヒト、ゴーダ、ロッテルダム、ハーグ、ズヴォレ、ジュトフェン、アルメロ、デーフェンテル、エンスヘデ、オルデンザールなどの駅に向かうことができる。例えばアムステルダムに行くなら、スキポール方面に向かう列車に乗りヒルフェルスムで乗り換えればよい。また、前述の国際列車のほかポーランドのシュチェチンに向かう列車も一日一便停車する。
市内の公共交通機関はバスしかないが、主に高速バス向けのバス専用道がある。トウェンテ地方からエイセル川に注ぐ交通量の多いトウェンテ運河が通るため、比較的大きな港もある。

## 姉妹都市
- ウアグレ（ラトビア）
- プルゼニ（チェコ）
- エムスデッテン（ドイツ）

## 出身有名人
- ヘンク・カンプ - 元オランダ国防相（2002年12月12日から2007年2月21日）
- ヨリス・ケイゼル - バタフライ泳者
- ニールス・アウデ・カンフィス - サッカー選手
- ヨースト・ポストゥマ - 自転車選手
- キルステン・フリーウハイス - 自由形泳者
- テオ・ウォルフェカンプ - コブラのメンバーだった画家

## その他
カナダのロックバンド、ザ・トラジカリー・ヒップは市内のメトロプールというホールでコンサートを開いたことにちなみ、At the Hundredth Meridianという曲のなかで「ヘンゲローを忘れるな」という歌詞を載せている。
2004年5月31日、エチオピアのケネニサ・ベケレが男子5000mで、12分37秒35の世界新記録を樹立した。
2020年6月6日、オランダのシファン・ハッサンがワールドアスレティックスコンチネンタルカップヘンゲロ女子10000m走で、29分06秒82の世界新記録を樹立した。さらにその2日後、エチオピアのレテセンベト・ギデイがこの地で行われた東京オリンピックエチオピア代表選考会で29分01秒03と立て続けに更新した。